# Arminia Bielefeld/Saison 2023/24
Dieser Artikel beschreibt den Verlauf der Saison 2023/24 von Arminia Bielefeld. Arminia Bielefeld trat in der Saison in der 3. Liga an und belegte am Saisonende den 14. Platz. Im DFB-Pokal 2023/24 erreichte die Mannschaft die zweite Runde. Den Westfalenpokal 2023/24 gewannen die Bielefelder durch einen 3:1-Sieg über den SC Verl.

## Personalien
Nach dem Abstieg aus der 2. Bundesliga ging die Arminia runderneuert in die neue Saison. Aus dem Kader der vergangenen Saison blieben nur Rekordspieler und -torschütze Fabian Klos sowie der erst 16-jährige Nachwuchsspieler Henrik Koch übrig. Darüber hinaus verblieb noch Christopher Schepp, der in der vergangenen Saison jedoch nicht zum Einsatz kam. Insgesamt verpflichtete die Arminia 17 neue Spieler, während 26 Akteure den Verein verließen. Fabian Klos wurde vom neuen Cheftrainer Michél Kniat weiterhin als Mannschaftskapitän bestätigt. Sein Stellvertreter Christopher Lannert wurde hingegen von der Mannschaft gewählt. Klos und Lannert gehören dem Mannschaftsrat an. In diesen wurden noch Semi Belkahia, Merveille Biankadi und Henrik Koch gewählt.

### Kader
| 01 | Jonas Kersken | Deutschland |
| 22 | Leo Oppermann | Deutschland |
| 40 | Jonah Busse   | Deutschland |

| 04 | Louis Oppie         | Deutschland          |
| 05 | Semi Belkahia       | Deutschland Tunesien |
| 06 | Can Özkan           | Deutschland Turkei   |
| 23 | Leon Schneider      | Deutschland          |
| 24 | Christopher Lannert | Deutschland          |
| 27 | Gerrit Gohlke       | Deutschland          |

| 08 | Sam Schreck        | Deutschland                   |
| 10 | Nassim Boujellab   | Marokko Deutschland           |
| 16 | Maël Corboz        | Vereinigte Staaten Frankreich |
| 17 | Merveille Biankadi | Deutschland                   |
| 19 | Maximilian Großer  | Deutschland                   |
| 25 | Kaito Mizuta       | Japan                         |
| 28 | Lukas Kiewitt      | Deutschland                   |
| 30 | Henry Obermeyer    | Deutschland                   |
| 38 | Marius Wörl        | Deutschland                   |

| 07 | Nicklas Shipnoski   | Deutschland         |
| 09 | Fabian Klos         | Deutschland         |
| 11 | Aygün Yıldırım      | Deutschland Turkei  |
| 14 | Monju Momuluh       | Deutschland         |
| 29 | Henrik Koch         | Deutschland         |
| 34 | Leandro Putaro      | Deutschland Italien |
| 37 | Noah Sarenren Bazee | Deutschland Nigeria |
| 39 | Manuel Wintzheimer  | Deutschland         |

### Transfers zur Saison 2023/24
| Zugänge | Abgänge |
| Sommerpause 2023 | Sommerpause 2023 |
| --- | --- |
| - Semi Belkahia (TSV 1860 München) - Merveille Biankadi (1. FC Heidenheim) - Nassim Boujellab (FC Schalke 04) - Tom Geerkens (Fortuna Düsseldorf II) - Gerrit Gohlke (SV Waldhof Mannheim) - Maximilian Großer (Hamburger SV II) - Jonas Kersken (Borussia Mönchengladbach; Leihe) - Lukas Kiewitt (eigene Jugend) - Henrik Koch (eigene Jugend) - Christopher Lannert (TSV 1860 München) - Kaito Mizuta (1. FSV Mainz 05 II) - Leo Oppermann (Hamburger SV; Leihe) - Louis Oppie (Hannover 96 II) - Can Özkan (Borussia Dortmund II) - Leon Schneider (1. FC Köln II) - Sam Schreck (FC Erzgebirge Aue) - Manuel Wintzheimer (1. FC Nürnberg, Leihe) - Aygün Yıldırım (SSV Jahn Regensburg) | - Andrés Andrade (LASK) - George Bello (LASK) - Jomaine Consbruch (SpVgg Greuther Fürth) - Theo Corbeanu (Grasshopper Club Zürich) - Martin Fraisl (FC Midtjylland) - Christian Gebauer (SCR Altach) - Armin Gremsl (First Vienna FC) - Robin Hack (Borussia Mönchengladbach) - Nils Hahne (TSV Victoria Clarholz) - Oliver Hüsing (Hansa Rostock) - Burak İnce (Śląsk Wrocław) - Frederik Jäkel (RB Leipzig; Ende der Leihe) - Benjamin Kanuric (FC Ingolstadt 04) - Lukas Klünter (vereinslos) - Bryan Lasme (FC Schalke 04) - Ivan Lepinjica (HNK Rijeka; Ende der Leihe) - Sebastian Müller (SpVgg Greuther Fürth II) - Bastian Oczipka (Karriereende) - Masaya Okugawa (FC Augsburg) - Manuel Prietl (SCR Altach) - Guilherme Ramos (Hamburger SV) - Marc Rzatkowski (vereinslos) - Arne Schulz (SC Paderborn 07) - Janni Serra (Aarhus GF) - Silvan Sidler (FC Winterthur) - Sebastian Vasiliadis (Hansa Rostock) |
| Während der Saison 2023/24 | |
| - Maël Corboz (SC Verl) - Monju Momuluh (Hannover 96, Leihe) - Leandro Putaro (VfL Osnabrück, Leihe) - Noah Sarenren Bazee (FC Augsburg) - Marius Wörl (Hannover 96, Leihe) | - Vladislav Cherny (TSV Havelse) - Christopher Schepp (SV Meppen, Leihe) |

### Funktionäre und Trainer Saison 2023/24
| Funktion       | Name           | Funktion              | Name            |
| -------------- | -------------- | --------------------- | --------------- |
| Cheftrainer    | Michél Kniat   | Athletiktrainer       | Niklas Klasen   |
| Co-Trainer     | Daniel Jara    | Videoanalyst          | Janik Steringer |
| Co-Trainer     | Oliver Döking  | Geschäftsführer Sport | Michael Mutzel  |
| Torwarttrainer | Steffen Süßner |                       |                 |

## Spielkleidung
| Heim | Auswärts | Alternativ |

## Saison
Alle Ergebnisse aus Sicht von Arminia Bielefeld. Grün unterlegte Ergebnisse kennzeichnen einen Sieg, rot unterlegte eine Niederlage und gelb unterlegte ein Unentschieden.

### 3. Liga
| Runde | Datum              | Gegner               | Ort      | Ergebnis | Tor(e) für Arminia             |
| ----- | ------------------ | -------------------- | -------- | -------- | ------------------------------ |
| 1     | 5. August 2023     | Dynamo Dresden       | Auswärts | 1:3      | Biankadi                       |
| 2     | 19. August 2023    | Preußen Münster      | Heim     | 4:0      | Shipnoski (2), Gohle, Yıldırım |
| 3     | 22. August 2023    | SSV Ulm 1846         | Auswärts | 0:1      |                                |
| 4     | 27. August 2023    | SSV Jahn Regensburg  | Heim     | 1:1      | Gohlke                         |
| 5     | 3. September 2023  | FC Viktoria Köln     | Auswärts | 1:1      | Sarenren Bazee                 |
| 6     | 16. September 2023 | SC Freiburg II       | Heim     | 0:2      |                                |
| 7     | 22. September 2023 | SpVgg Unterhaching   | Auswärts | 2:1      | Mizuta, Putaro                 |
| 8     | 29. September 2023 | 1. FC Saarbrücken    | Heim     | 2:6      | Klos, Yıldırım                 |
| 9     | 3. Oktober 2023    | SC Verl              | Auswärts | 1:3      | Belkahia                       |
| 10    | 7. Oktober 2023    | Borussia Dortmund II | Heim     | 2:2      | Klos, Wörl                     |
| 11    | 14. Oktober 2023   | Waldhof Mannheim     | Heim     | 3:1      | Boujellab, Oppie, Wintzheimer  |
| 12    | 21. Oktober 2023   | MSV Duisburg         | Auswärts | 1:0      | Klos                           |
| 13    | 28. Oktober 2023   | FC Ingolstadt 04     | Heim     | 4:0      | Biankadi, Klos, Mizuta, Oppie  |
| 14    | 4. November 2023   | Rot-Weiss Essen      | Auswärts | 1:2      | Oppie                          |
| 15    | 11. November 2023  | SV Sandhausen        | Heim     | 1:1      | Klos                           |
| 16    | 26. November 2023  | VfB Lübeck           | Auswärts | 2:2      | Biankadi, Schneider            |
| 17    | 2. Dezember 2023   | FC Erzgebirge Aue    | Heim     | 2:2      | Mizuta, Shipnoski              |
| 18    | 8. Dezember 2023   | Hallescher FC        | Auswärts | 2:2      | Klos, Mizuta                   |
| 19    | 17. Dezember 2023  | TSV 1860 München     | Heim     | 2:0      | Biankadi, Klos                 |
| 20    | 20. Dezember 2023  | Dynamo Dresden       | Heim     | 0:1      |                                |
| 21    | 21. Januar 2024    | Preußen Münster      | Auswärts | 1:2      | Biankadi                       |
| 22    | 24. Januar 2024    | SSV Ulm 1846         | Heim     | 0:2      |                                |
| 23    | 27. Januar 2024    | SSV Jahn Regensburg  | Auswärts | 0:2      |                                |
| 24    | 3. Februar 2024    | FC Viktoria Köln     | Heim     | 0:2      |                                |
| 25    | 10. Februar 2024   | SC Freiburg II       | Auswärts | 3:0      | Biankadi, Großer, Klos         |
| 26    | 17. Februar 2024   | SpVgg Unterhaching   | Heim     | 0:2      | Biankadi                       |
| 27    | 25. Februar 2024   | 1. FC Saarbrücken    | Auswärts | 1:1      | Shipnoski                      |
| 28    | 3. März 2024       | SC Verl              | Heim     | 0:0      |                                |
| 29    | 9. März 2024       | Borussia Dortmund II | Auswärts | 2:0      | Biankadi, Wörl                 |
| 30    | 15. März 2024      | Waldhof Mannheim     | Auswärts | 0:1      |                                |
| 31    | 31. März 2024      | MSV Duisburg         | Heim     | 2:0      | Klos, Schneider                |
| 32    | 5. April 2024      | FC Ingolstadt 04     | Auswärts | 1:1      | Oppie                          |
| 33    | 14. April 2024     | Rot-Weiss Essen      | Heim     | 1:1      | Putaro                         |
| 34    | 19. April 2024     | SV Sandhausen        | Auswärts | 2:1      | Mizuta, Putaro (Elfmeter)      |
| 35    | 26. April 2024     | VfB Lübeck           | Heim     | 0:0      |                                |
| 36    | 4. Mai 2024        | FC Erzgebirge Aue    | Auswärts | 0:1      |                                |
| 37    | 11. Mai 2024       | Hallescher FC        | Heim     | 0:0      |                                |
| 38    | 18. Mai 2024       | TSV 1860 München     | Auswärts | 2:0      | Biankadi, Momuluh              |

### DFB-Pokal
| Runde | Datum            | Gegner       | Ort  | Ergebnis            | Tor(e) für Arminia  |
| ----- | ---------------- | ------------ | ---- | ------------------- | ------------------- |
| 1     | 12. August 2023  | VfL Bochum   | Heim | 2:2 n. V. 4:1 i. E. | Biankadi, Shipnoski |
| 2     | 31. Oktober 2023 | Hamburger SV | Heim | 1:1 n. V. 3:4 i. E. | Shipnoski           |

### Westfalenpokal
| Runde | Datum             | Gegner                    | Ort      | Ergebnis  | Tor(e) für Arminia                           |
| ----- | ----------------- | ------------------------- | -------- | --------- | -------------------------------------------- |
| 1     | 8. August 2023    | FA Herringhausen-Eickum 1 | Auswärts | 2:0       | Koch, Wintzheimer                            |
| 2     | 6. September 2023 | TSV Victoria Clarholz 2   | Auswärts | 2:1       | Boujellab, Sarenren Bazee                    |
| AF    | 10. Oktober 2023  | SuS Westenholz 3          | Auswärts | 5:0       | Putaro (2), Geerkens, Shipnoski, Wintzheimer |
| VF    | 15. November 2023 | SV Rödinghausen           | Heim     | 4:0       | Biankadi (3), Wintzheimer                    |
| HF    | 23. März 2024     | Preußen Münster           | Heim     | 1:1 (4:3) | Scherder (Eigentor) 4                        |
| F     | 25. Mai 2024      | SC Verl                   | Heim     | 3:1       | Oppie (2), Wörl                              |

### Freundschaftsspiele
Diese Tabelle führt die ausgetragenen Freundschaftsspiele auf. Soweit nicht anders angegeben kommen die Gegner bzw. sind die Spielorte in Deutschland.
| Datum           | Gegner               | Spielort                               | Ergebnis |
| --------------- | -------------------- | -------------------------------------- | -------- |
| 1. Juli 2023    | SV Lippstadt 08      | Bielefeld, Friedrich-Hagemann-Straße   | 00:3     |
| 7. Juli 2023    | Rot Weiss Ahlen      | Bielefeld, Friedrich-Hagemann-Straße   | 04:0     |
| 12. Juli 2023   | ASV Kiens            | Kiens, Fußballplatz St. Siegmund       | 12:0     |
| 16. Juli 2023   | FC St. Pauli         | St. Martin, Hugo-Ciatti-Stadion        | 00:2     |
| 20. Juli 2023   | FC Gütersloh         | Bielefeld, Friedrich-Hagemann-Straße   | 02:1     |
| 22. Juli 2023   | VVV Venlo            | Swolgen, Sporting Swolgen Tienray      | 03:1     |
| 28. Juli 2023   | Sportfreunde Lotte   | Bielefeld, Friedrich-Hagemann-Straße   | 00:1     |
| 29. Juli 2023   | TSV Steinbach Haiger | Bielefeld, SchücoArena                 | 03:1     |
| 6. Januar 2024  | 1. FC Union Berlin   | Berlin, Stadion An der Alten Försterei | 01:2     |
| 12. Januar 2024 | SV Rödinghausen      | Bielefeld, Friedrich-Hagemann-Straße   | 00:3     |
| 13. Januar 2024 | Fortuna Düsseldorf   | Bielefeld, Friedrich-Hagemann-Straße   | 02:2     |

## Statistiken

### Saisonverlauf
| Spieltag | 1  | 2 | 3  | 4  | 5  | 6  | 7  | 8  | 9  | 10 | 11 | 12 | 13 | 14 | 15 | 16 | 17 | 18 | 19 | 20 | 21 | 22 | 23 | 24 | 25 | 26 | 27 | 28 | 29 | 30 | 31 | 32 | 33 | 34 | 35 | 36 | 37 | 38 |
| -------- | -- | - | -- | -- | -- | -- | -- | -- | -- | -- | -- | -- | -- | -- | -- | -- | -- | -- | -- | -- | -- | -- | -- | -- | -- | -- | -- | -- | -- | -- | -- | -- | -- | -- | -- | -- | -- | -- |
| Spielort | A  | H | A  | H  | A  | H  | A  | H  | A  | H  | H  | A  | H  | A  | H  | A  | H  | A  | H  | H  | A  | H  | A  | H  | A  | H  | A  | H  | A  | A  | H  | A  | H  | A  | H  | A  | H  | A  |
| Resultat | N  | S | N  | U  | U  | N  | S  | N  | N  | U  | S  | S  | S  | N  | U  | U  | U  | U  | S  | N  | N  | N  | N  | N  | S  | N  | U  | U  | S  | N  | S  | U  | U  | S  | U  | N  | U  |    |
| Platz    | 18 | 9 | 14 | 14 | 14 | 18 | 13 | 16 | 18 | 17 | 15 | 14 | 11 | 13 | 14 | 15 | 13 | 13 | 13 | 14 | 14 | 14 | 15 | 15 | 15 | 15 | 15 | 16 | 15 | 15 | 15 | 15 | 15 | 15 | 15 | 15 |    |    |

Legende: Spielort: H = Heim; A = Auswärts. Resultat: S = Sieg; U = Unentschieden; N = Niederlage

### Spielerstatistiken
| Spieler             | 3. Liga  | 3. Liga | 3. Liga     | 3. Liga    | DFB-Pokal | DFB-Pokal | DFB-Pokal   | DFB-Pokal  | Westfalenpokal | Westfalenpokal | Westfalenpokal | Westfalenpokal | Total    | Total | Total       | Total      |
| Spieler             | Einsätze | Tore    | Gelbe Karte | Rote Karte | Einsätze  | Tore      | Gelbe Karte | Rote Karte | Einsätze       | Tore           | Gelbe Karte    | Rote Karte     | Einsätze | Tore  | Gelbe Karte | Rote Karte |
| ------------------- | -------- | ------- | ----------- | ---------- | --------- | --------- | ----------- | ---------- | -------------- | -------------- | -------------- | -------------- | -------- | ----- | ----------- | ---------- |
| Semi Belkahia       | 14       | 1       | 3           | 0          | 1         | 0         | 1           | 0          | 2              | 0              | 0              | 0              | 17       | 1     | 4           | 0          |
| Merveille Biankadi  | 34       | 9       | 4           | 0          | 1         | 1         | 0           | 0          | 6              | 3              | 1              | 0              | 41       | 13    | 5           | 0          |
| Nassim Boujellab    | 29       | 1       | 9           | 0          | 2         | 0         | 2           | 0          | 2              | 1              | 0              | 0              | 33       | 2     | 11          | 0          |
| Jonah Busse         | 0        | 0       | 0           | 0          | 0         | 0         | 0           | 0          | 0              | 0              | 0              | 0              | 0        | 0     | 0           | 0          |
| Vladislav Cherny    | 0        | 0       | 0           | 0          | 0         | 0         | 0           | 0          | 2              | 0              | 0              | 0              | 2        | 0     | 0           | 0          |
| Maël Corboz         | 17       | 0       | 2           | 0          | 0         | 0         | 0           | 0          | 2              | 0              | 1              | 0              | 19       | 0     | 3           | 0          |
| Tom Geerkens        | 9        | 0       | 2           | 0          | 0         | 0         | 0           | 0          | 3              | 1              | 1              | 0              | 12       | 1     | 3           | 0          |
| Gerrit Gohlke       | 19       | 2       | 7           | 0          | 2         | 0         | 1           | 0          | 1              | 0              | 0              | 0              | 22       | 2     | 8           | 0          |
| Maximilian Großer   | 26       | 1       | 4           | 1          | 2         | 0         | 0           | 0          | 4              | 0              | 0              | 0              | 32       | 1     | 4           | 1          |
| Jonas Kersken       | 37       | 0       | 1           | 0          | 2         | 0         | 1           | 0          | 3              | 0              | 0              | 0              | 42       | 0     | 2           | 0          |
| Lukas Kiewitt       | 0        | 0       | 0           | 0          | 0         | 0         | 0           | 0          | 2              | 0              | 0              | 0              | 2        | 0     | 0           | 0          |
| Fabian Klos         | 37       | 9       | 5           | 0          | 2         | 0         | 0           | 0          | 4              | 0              | 0              | 0              | 43       | 9     | 5           | 0          |
| Henrik Koch         | 7        | 0       | 1           | 0          | 0         | 0         | 0           | 0          | 3              | 1              | 0              | 0              | 10       | 1     | 1           | 0          |
| Christopher Lannert | 37       | 0       | 7           | 0          | 2         | 0         | 0           | 0          | 5              | 0              | 0              | 0              | 44       | 0     | 7           | 0          |
| Max Lippert         | 1        | 0       | 0           | 0          | 0         | 0         | 0           | 0          | 4              | 0              | 0              | 0              | 5        | 0     | 0           | 0          |
| Justin Lukas        | 1        | 0       | 0           | 0          | 0         | 0         | 0           | 0          | 3              | 0              | 0              | 0              | 4        | 0     | 0           | 0          |
| Kaito Mizuta        | 28       | 5       | 4           | 1          | 2         | 0         | 0           | 0          | 6              | 0              | 1              | 0              | 36       | 5     | 5           | 1          |
| Monju Momuluh       | 11       | 1       | 2           | 0          | 0         | 0         | 0           | 0          | 1              | 0              | 1              | 0              | 12       | 1     | 3           | 0          |
| Henry Obermeyer     | 0        | 0       | 0           | 0          | 0         | 0         | 0           | 0          | 0              | 0              | 0              | 0              | 0        | 0     | 0           | 0          |
| Leo Oppermann       | 1        | 0       | 0           | 0          | 0         | 0         | 0           | 0          | 3              | 0              | 0              | 0              | 4        | 0     | 0           | 0          |
| Louis Oppie         | 34       | 4       | 5           | 0          | 2         | 0         | 1           | 0          | 6              | 2              | 1              | 0              | 42       | 6     | 7           | 0          |
| Can Özkan           | 21       | 0       | 1           | 0          | 2         | 0         | 1           | 0          | 5              | 0              | 0              | 0              | 28       | 0     | 2           | 0          |
| Leandro Putaro      | 25       | 3       | 2           | 0          | 0         | 0         | 0           | 0          | 5              | 2              | 0              | 0              | 30       | 5     | 2           | 0          |
| Noah Sarenren Bazee | 9        | 1       | 2           | 0          | 1         | 0         | 0           | 0          | 1              | 1              | 0              | 0              | 11       | 2     | 2           | 0          |
| Christopher Schepp  | 0        | 0       | 0           | 0          | 0         | 0         | 0           | 0          | 1              | 0              | 0              | 0              | 1        | 0     | 0           | 0          |
| Leon Schneider      | 33       | 2       | 2           | 0          | 2         | 0         | 0           | 0          | 6              | 0              | 0              | 0              | 41       | 2     | 2           | 0          |
| Sam Schreck         | 36       | 0       | 4           | 0          | 1         | 0         | 2           | 0          | 4              | 0              | 0              | 0              | 41       | 0     | 6           | 0          |
| Nicklas Shipnoski   | 32       | 4       | 3           | 0          | 2         | 2         | 1           | 0          | 4              | 1              | 0              | 0              | 38       | 7     | 4           | 0          |
| Manuel Wintzheimer  | 30       | 1       | 4           | 0          | 2         | 0         | 0           | 0          | 5              | 3              | 0              | 0              | 37       | 4     | 4           | 0          |
| Marius Wörl         | 30       | 2       | 4           | 0          | 1         | 0         | 0           | 0          | 4              | 1              | 0              | 0              | 35       | 3     | 4           | 0          |
| Aygün Yıldırım      | 27       | 2       | 6           | 0          | 2         | 0         | 1           | 0          | 4              | 0              | 0              | 0              | 33       | 2     | 7           | 0          |

Henrik Koch sah im Spiel gegen den SSV Ulm 1846 am 2. Spieltag die gelb-rote Karte.

## Zuschauer
Für die Saison 2023/24 konnte die Arminia 9100 Dauerkarten verkaufen. Dies waren 900 weniger als in der vorangegangenen Zweitligasaison. Zu den 19 Heimspielen kamen insgesamt 354.164 Zuschauer, was einem Schnitt von 18.640 entspricht. Für die Arminia war dies ein neuer Rekord für die 3. Liga.